# Off Centre
Off Centre är Gilbert O'Sullivans sjätte studioalbum, utgivet i oktober 1980 på skivbolaget CBS. Albumet är producerat av Gus Dudgeon.
Låten "What's in a Kiss" blev en stor framgång som singel i England, men själva albumet hamnade inte på listan. Även i Japan blev "What's in a Kiss" en hit 1981 när den låg på 21:a plats som bäst.

## Låtlista
Placering i England=UK
1. "I Love It But"
2. "What's In A Kiss?" (UK #19)
3. "Hello It's Goodbye"
4. "Why Pretend"
5. "I'm Not Getting Any Younger
6. "Things That Go Bump In The Night"
7. "/Help Is On The Way"
8. "For What It's Worth"
9. "The Niceness Of It All"
10. "Can't Get Enough Of You"
11. "Break It To Me Gently"
12. "Or So They Say"
13. "Down, Down, Down" (B-sidan till singeln "What's In A Kiss?")

Fotnot: Spår 13 är bonusspår på nyutgåvan som gavs ut på skivbolaget Salvo 6 augusti 2012.
Samtliga låtar är skrivna av Gilbert O'Sullivan.